# Amor Sempre Amor
Amor Sempre Amor é o álbum de estreia da dupla sertaneja brasileira João Paulo & Daniel. Foi lançado em 1985 pela Chantecler. O álbum vendeu em torno de 25 mil cópias, e teve como sucessos as canções “Brincar de Esconder”, “Caminhoneiro do Amor” e “Ninguém Prende Ninguém”.

## Faixas
| N.º | Título                     | Compositor(es)                         | Duração |  |
| 1.  | "Brincar de Esconder"      | José Fortuna / Paraíso                 | 3:23    |  |
| 2.  | "Caminhoneiro do Amor"     | Paraíso                                | 3:12    |  |
| 3.  | "Amor Sempre Amor"         | Paraíso / Waldemar de Freitas Assunção | 3:02    |  |
| 4.  | "Ninguém Prende Ninguém"   | Edinho da Mata / Daniel                | 2:28    |  |
| 5.  | "Minhoca na Cabeça"        | Rubens Simões / João Paulo             | 2:22    |  |
| 6.  | "Amante Menina"            | Edinho da Mata / Cancioneiro           | 2:28    |  |
| 7.  | "Homem e Mulher"           | Vicente Dias                           | 3:41    |  |
| 8.  | "Nossa Música"             | Ana Franco / Benedito Seviero          | 2:50    |  |
| 9.  | "Siriema do Serrado"       | José Fortuna / Paraíso                 | 3:41    |  |
| 10. | "O Mal do Amor (Bichinho)" | César / Daniel                         | 2:39    |  |
| 11. | "Noite dos Namorados"      | Paraíso / Waldemar de Freitas Assunção | 2:10    |  |
| 12. | "Saudade e Tormento"       | João Paulo                             | 2:24    |  |